# Tous dans le même bateau
Albums de Les Enfoirés
L'Odyssée des Enfoirés
(2001) La Foire aux Enfoirés
(2003)
Tous dans le même bateau  est le onzième spectacle des Enfoirés, l'album et la vidéo qui en sont tirés. Il a été enregistré le 21 janvier 2002 au Dôme de Marseille et diffusé sur TF1 le 22 février 2002. La cassette audio et le CD du spectacle sont sortis le 23 février 2002, la vidéo VHS et le DVD le 29 octobre 2002.

## Concerts
Cinq concerts ont eu lieu cette année-là, au Dôme de Marseille :
- Vendredi 18 janvier 2002 (21:00)
- Samedi 19 janvier 2002 (21:00)
- Dimanche 20 janvier 2002 (17:00)
- Dimanche 20 janvier 2002 (21:00)
- Lundi 21 janvier 2002 (21:00)

## Liste des titres et interprètes
| n° | Titre                                     | Interprète(s)                                       | Paroles               | Musique               | Interprète(s) original(aux)   |
| -- | ----------------------------------------- | --------------------------------------------------- | --------------------- | --------------------- | ----------------------------- |
| 1  | Le Pouvoir des fleurs                     | Les Enfoirés                                        |                       |                       | Laurent Voulzy                |
| 2  | Ces soirées-là                            | Pierre Palmade, Patrick Timsit                      |                       |                       | Yannick                       |
| 3  | Medley « Le départ »                      | Medley « Le départ »                                | Medley « Le départ »  | Medley « Le départ »  | Medley « Le départ »          |
|    | - Au Café des délices                     | Lââm, Yannick Noah                                  |                       |                       | Patrick Bruel                 |
|    | - L'Amérique                              | Garou, Gérald De Palmas                             |                       |                       | Joe Dassin                    |
|    | - Debout les gars                         | Pierre Palmade                                      |                       |                       | Hugues Aufray                 |
|    | - On ira                                  | Patricia Kaas, Liane Foly                           |                       |                       | Jean-Jacques Goldman          |
|    | - Partir                                  | Muriel Robin, Maurane                               |                       |                       | Julien Clerc                  |
| 4  | Amsterdam                                 | Garou, Serge Lama, Hélène Ségara                    |                       |                       | Jacques Brel                  |
| 5  | Tomber la chemise                         | Yannick Noah, Michèle Laroque, Francis Cabrel       |                       |                       | Zebda                         |
| 6  | Medley « La fête »                        | Medley « La fête »                                  | Medley « La fête »    | Medley « La fête »    | Medley « La fête »            |
|    | - La Fête                                 | Hélène Segara, Jean-Jacques Goldman                 |                       |                       | Michel Fugain                 |
|    | - Du rhum, des femmes                     | Patrick Bruel, Francis Cabrel                       |                       |                       | Soldat Louis                  |
|    | - Macumba                                 | Dany Brillant, Michèle Laroque                      |                       |                       | Jean-Pierre Mader             |
|    | - Les démons de minuit                    | Roch Voisine, Lorie                                 |                       |                       | Émile et Images               |
|    | - Les Sunlights des tropiques             | Émile et Images                                     |                       |                       | Gilbert Montagné              |
| 7  | Le France                                 | Patrick Bruel, Patricia Kaas                        |                       |                       | Michel Sardou                 |
| 8  | Moi... Lolita                             | Zazie, Elsa, Mc Solaar                              |                       |                       | Alizée                        |
| 9  | Medley « La pêche »                       | Medley « La pêche »                                 | Medley « La pêche »   | Medley « La pêche »   | Medley « La pêche »           |
|    | - Yann et les dauphins                    | Patrick Fiori, Maurane                              |                       |                       | Julien Clerc                  |
|    | - La Cabane du pêcheur                    | Marc Lavoine, Jean-Jacques Goldman                  |                       |                       | Francis Cabrel                |
|    | - Un petit poisson, un petit oiseau       | Muriel Robin                                        |                       |                       | Juliette Gréco                |
|    | - Le Rêve du pecheur                      | Elsa, Francis Cabrel                                |                       |                       | Laurent Voulzy                |
|    | - Toi mon toit                            | Patrick Timsit, Michèle Laroque                     |                       |                       | Elli Medeiros                 |
| 10 | Les Marchés de Provence                   | Dany Brillant, Liane Foly                           |                       |                       | Gilbert Bécaud                |
| 11 | Le Premier Pas                            | Patrick Bruel, Jean-Jacques Goldman, Catherine Lara |                       |                       | Claude-Michel Schönberg       |
| 12 | Medley « Les Îles »                       | Medley « Les Îles »                                 | Medley « Les Îles »   | Medley « Les Îles »   | Medley « Les Îles »           |
|    | - Une île                                 | Isabelle Boulay, Pascal Obispo                      |                       |                       | Serge Lama                    |
|    | - Les plages                              | Axel Bauer, Elsa                                    |                       |                       | Jean-Louis Aubert             |
|    | - Wight Is Wight                          | Patrick Fiori, Roch Voisine                         |                       |                       | Michel Delpech                |
|    | - L'Île aux enfants                       | Patrick Bruel, Patrick Timsit                       |                       |                       | Casimir                       |
|    | - Belle-Île-en-Mer, Marie-Galante         | Maxime Le Forestier, Gérald De Palmas               |                       |                       | Laurent Voulzy                |
| 13 | Capitaine abandonné                       | Axel Bauer, Gérald De Palmas, Patrick Fiori         |                       |                       | Gold                          |
| 14 | Ça va pas changer le monde                | Maxime Le Forestier, Alizée, Francis Cabrel         |                       |                       | Joe Dassin                    |
| 15 | Medley « La météo »                       | Medley « La météo »                                 | Medley « La météo »   | Medley « La météo »   | Medley « La météo »           |
|    | - Señor météo                             | Gérard Jugnot, Pierre Palmade                       |                       |                       | Carlos                        |
|    | - Ouragan                                 | Alizée, Marc Lavoine                                |                       |                       | Stéphanie                     |
|    | - Un soir de pluie                        | Zazie, Axel Bauer                                   |                       |                       | Blues Trottoir                |
|    | - Le vent nous portera                    | Jean-Louis Aubert, Elsa                             |                       |                       | Noir Désir                    |
|    | - It's Raining Men                        | Lââm                                                |                       |                       | The Weather Girls             |
| 16 | Le jour se lève                           | Roch Voisine, Maurane, Garou                        |                       |                       | Esther Galil                  |
| 17 | Ça (c'est vraiment toi)                   | Marc Lavoine, Pascal Obispo, Lorie                  |                       |                       | Téléphone                     |
| 18 | Medley « De l'amour »                     | Medley « De l'amour »                               | Medley « De l'amour » | Medley « De l'amour » | Medley « De l'amour »         |
|    | - Avant de nous dire adieu                | Garou, Zazie                                        |                       |                       | Jeane Manson                  |
|    | - La plage aux romantiques                | Hélène Ségara, Maxime Le Forestier                  |                       |                       | Pascal Danel                  |
|    | - Savoir aimer                            | Serge Lama, Isabelle Boulay                         |                       |                       | Florent Pagny                 |
|    | - Elle préfère l'amour en mer             | Patrick Timsit, Gérard Jugnot                       |                       |                       | Philippe Lavil                |
|    | - Aimer                                   | Pascal Obispo, Alizée                               |                       |                       | Damien Sargue et Cécilia Cara |
| 19 | Il y a trop de gens qui t'aiment          | Muriel Robin, Roch Voisine, Patrick Fiori           |                       |                       | Hélène Ségara                 |
| 20 | Noir c'est noir                           | Jean-Louis Aubert, Zazie, Patrick Timsit            |                       |                       | Johnny Hallyday               |
| 21 | Medley « Le travail »                     | Medley « Le travail »                               | Medley « Le travail » | Medley « Le travail » | Medley « Le travail »         |
|    | - Cargo                                   | Francis Cabrel, Marc Lavoine                        |                       |                       | Axel Bauer                    |
|    | - Sympathique (je ne veux pas travailler) | Liane Foly, Yannick Noah                            |                       |                       | Pink Martini                  |
|    | - Le Galérien                             | Gérard Jugnot                                       |                       |                       | Yves Montand                  |
|    | - Il fait trop beau pour travailler       | Dany Brillant                                       |                       |                       | Les Parisiennes               |
|    | - On avance                               | Maxime Le Forestier, Lorie                          |                       |                       | Alain Souchon                 |
| 22 | We Will Rock You                          | David Hallyday, Isabelle Boulay, Patricia Kaas      |                       |                       | Queen                         |
| 23 | Ceux qui n'ont rien                       | Liane Foly, Lââm, Isabelle Boulay, Émile et Images  |                       |                       | Patricia Kaas                 |
| 24 | Rêver                                     | Les Enfoirés                                        |                       |                       | Mylène Farmer                 |
| 25 | La Chanson des Restos                     | Les Enfoirés                                        |                       |                       |                               |

## Artistes présents
Cette année-là, 40 artistes ont participé à au moins un concert :
- Alizée
- Jean-Louis Aubert
- Axel Bauer (Première participation)
- Isabelle Boulay
- Dany Brillant
- Patrick Bruel
- Francis Cabrel
- Julien Clerc (participation vidéo)
- Gérald de Palmas
- Elsa
- Émile et Images (Première participation)
- Patrick Fiori
- Liane Foly
- Garou
- Jean-Jacques Goldman
- David Hallyday
- Michael Jones
- Gérard Jugnot
- Patricia Kaas
- Lââm
- Serge Lama
- Catherine Lara
- Michèle Laroque
- Marc Lavoine
- Frank Lebœuf (Première participation)
- Maxime Le Forestier
- Bixente Lizarazu
- Lorie (Première participation)
- Mimie Mathy (participation vidéo)
- Maurane
- MC Solaar
- Yannick Noah
- Pascal Obispo
- Pierre Palmade
- Muriel Robin
- Hélène Ségara
- Alain Souchon (participation vidéo)
- Patrick Timsit
- Titoff (Première participation)
- Roch Voisine
- Laurent Voulzy
- Zazie

## Musiciens
- Basse, Arrangements & Direction d'Orchestre : Guy Delacroix
- Batterie : Laurent Faucheux
- Percussions & Chœurs : Dany Vasnier
- Claviers : Arnaud Dunoyer de Segonzac
- Claviers & Accordéon : Jean-Yves Bikialo
- Guitares : Sébastien Chouard & Emmanuel Vergeade
- Saxophone & Flûtes : Patrick Bourgoin
- Chœurs : Gaëlle Hervé & Luc Bertin
- Violons sur "Le premier pas" : Le Conservatoire National de Région "Pierre Barbizet"
- Chorale sur "Le France" : Le Chœur d'Hommes de Montolivet

## Réception publique
11.312.040 téléspectateurs ont regardé le concert (53.0 % d'audience) lors de sa diffusion. Le CD du concert s'est classé à la 11e place des ventes d'albums pour 2002.

## Classements hebdomadaires
| Classement (2002)            | Meilleure place |
| ---------------------------- | --------------- |
| Belgique (Wallonie Ultratop) | 1               |
| France (SNEP)                | 1               |
| Suisse (Schweizer Hitparade) | 3               |

## Certifications
| Pays          | Certification | Unités certifiées |
| ------------- | ------------- | ----------------- |
| France (SNEP) | Platine       | 300 000           |
| Suisse (IFPI) | Or            | 20 000            |